# Before Their Eyes
Before Their Eyes ist eine 2006 gegründete christliche Post-Hardcore-Band aus Findlay (Ohio). Der Bandname stammt aus einem Psalmwort, das Paulus in seinem Brief an die Römer zitiert (Ps 36,1 ; Röm 3,18 ): „There is no fear of God before their eyes.“

## Geschichte
Before Their Eyes wurde im Jahr 2006 von Sänger Nick Moore in Findlay (Ohio) gegründet. Zur ersten festen Besetzung der Gruppe gehörten neben Moore Leadgitarrist Brenden Zapp, Schlagzeuger Jarred Hottman, Bassist Anthony Damschroder und Rhythmusgitarrist Cory Ridenour.
Am 15. Mai 2007 erschien das gleichnamige Debütalbum über Rise Records, das von Joey Sturgis produziert wurde. Im gleichen Jahr gründete Sänger Nick Moore die Plattenfirma StandBy Records, die er später weiterverkaufte. Auch das im Oktober 2008 veröffentlichte Nachfolger-Album The Dawn of My Death wurde über Rise Records veröffentlicht. Die Band hatte zwischenzeitlich mit weiteren Besetzungswechseln zu kämpfen. Bekanntester Musiker, der bei Before Their Eyes aktiv war, ist Leadgitarrist Elliott Gruenberg. Er spielt seit mehreren Jahren bei Blessthefall und spielte bei Before Their Eyes zwischen 2008 und 2010. Er ist als Gitarrist auf dem dritten Album Untouchable, das am 9. März 2010 auf den Markt kam, zu hören. Es ist das einzige Album der Band, bei dem Gruenberg aktiv mitwirkte.
Moore gründete zwei Jahre nach StandBy Records in Findlay sein zweites Musiklabel InVogue Records. Über dieses Label veröffentlichte die Band ihr viertes Album Redemption im März 2012. Seit 2013 besteht die Gruppe aus Sänger Nick Moore, Bassist Anthony Damschroder, Schlagzeuger Jarred Hottman, Leadgitarrist Jordan Disorbo und Rhythmusgitarrist Brandon Rosiar. Hottman spielte zwischen 2006 und 2011 in der Band, wurde aber zwischenzeitlich durch Zach Baird ersetzt und ist seit 2013 wieder fest in der Gruppe. Für 2014 ist das fünfte Album II angekündigt worden, das von Tom Denney produziert werden soll.
In ihrer musikalischen Laufbahn hat die Gruppe mehrere Tourneen absolviert, die ausschließlich in Nordamerika stattfanden. So war Before Their Eyes Teil der Besetzung für die Warped Tour im Jahr 2011. Zudem absolvierte die Band Konzertreisen mit Silverstein, Blessthefall, A Skylit Drive, Escape the Fate, Saosin, Forever the Sickest Kids und Eyes Set to Kill.

## Diskografie
- 2007: Before Their Eyes (Rise Records)
- 2008: The Dawn of My Death (Rise Records)
- 2010: Untouchable (Rise Records)
- 2012: Redemption (InVogue Records)
- 2015: Midwest Modesty (InVogue Records)